# 亨利·考埃尔
亨利·考埃尔（英語：Henry Cowell，1897年3月1日—1965年12月10日），美国作曲家，钢琴家，音乐理论家。

## 生平
考埃尔生于加州的一个艺术家家庭，其父是爱尔兰裔。他从小就喜爱民间音乐，并自学作曲。1914年他进入加州大学伯克利分校师从查尔斯·西格学习，在西格的鼓励下，他大胆进行了许多在当时惊世骇俗的实验。20年代起，他以钢琴家身份在欧美各地巡演，推广自己的作品，也得以结识巴托克，勋伯格，贝尔格等众多著名作曲家，并和艾夫斯成为亲密好友。考埃尔作为现代音乐领导者的身份逐渐被人们认可，在晚年他获得了崇高的声誉，1951年入选美国艺术暨文学学会。1965年在纽约州去世。

## 成就
考埃尔作为一位永不停止创新的开拓者，在音乐史上有十分重要的地位。在钢琴演奏方面，他率先使用了音簇，以及多种多样的琴内技术，如在琴弦间塞入其他物件，用手直接拨动琴弦发音，用金属丝摩擦琴弦发音等。在另一些作品中，他引入不确定因素，允许演奏者决定作品段落的先后顺序。这些作法在当时曾引起很大争议，但是后来都成为20世纪的重要作曲手段。同时，考埃尔还对东方音乐和美国传统音乐感兴趣，并在作品中使用了东方乐器以及美国殖民地时期的音乐元素。

## 轶事
考埃尔是一位双性恋者。1936年他因同性恋行为被判刑15年并投入监狱，在狱中度过4年后才得以假释。出狱后的1941年，他便结婚了。